# Astakós
Astakós är en ort i Grekland.   Den ligger i prefekturen Nomós Aitolías kai Akarnanías och regionen Västra Grekland, i den centrala delen av landet, 240 km väster om huvudstaden Aten. Astakós ligger 7 meter över havet och antalet invånare är 2 569.
Terrängen runt Astakós är huvudsakligen kuperad, men åt nordväst är den bergig. Havet är nära Astakós åt sydväst. Runt Astakós är det ganska glesbefolkat, med 36 invånare per kvadratkilometer. Astakós är det största samhället i trakten. Trakten runt Astakós består till största delen av jordbruksmark.